# Elecciones generales de Palaos de 1988
Las cuartas elecciones generales de Palaos se llevaron a cabo el 2 de noviembre de 1988 para reemplazar al presidente interino Thomas Remengesau Sr., el cual suplantaba a Lazarus Salii, que se había suicidado meses antes de concluir su mandato. Ngiratkel Etpison derrotó a Roman Tmetuchl por tan solo 29 votos, recibiendo el 26.3% de los sufragios en total. En contraste, Kuniwo Nakamura obtuvo la vicepresidencia con un aplastante 62.2% de los votos. Debido a que Palaos es una democracia sin partidos, todos los candidatos se presentaron como independientes.
El descontento hacia el hecho de que Etpison obtuviera la presidencia por un margen tan estrecho y con un porcentaje real tan bajo de votos fueron el principal aliciente para que el nuevo presidente impulsara durante su mandato una reforma constitucional para instalar el sistema de segunda vuelta electoral, sistema que se aplicaría en las siguientes elecciones, en las que Etpison perdió por un amplio margen.

## Resultados

### Presidenciales
| Candidato                | Votos | %    |
| ------------------------ | ----- | ---- |
| Ngiratkel Etpison        | 2.392 | 26.3 |
| Roman Tmetuchl           | 2.361 | 26.0 |
| Thomas Remengesau, Sr.   | 1.773 | 19.5 |
| John Ngiraked            | 769   | 8.5  |
| Yutaka Gibbons           | 731   | 8.0  |
| Moses Uludong            | 590   | 6.5  |
| Santos Olikong           | 476   | 5.2  |
| Votos en blanco/anulados | 118   | -    |
| Total                    | 9.210 | 100  |
| Fuente: Nohlen et al.    |       |      |

### Vicepresidenciales
| Candidato                | Votos | %    |
| ------------------------ | ----- | ---- |
| Kuniwo Nakamura          | 5.482 | 62.2 |
| Kazuo Asamuna            | 3.328 | 37.8 |
| Votos en blanco/anulados | 400   | -    |
| Total                    | 9.210 | 100  |
| Fuente: Nohlen et al.    |       |      |